# Ariyamehr
Ariyamehr är en sammansättning av ariya (ariernas) och mehr (ljus). Det var en av titlarna som den sista shahen av Iran, Mohammad Reza Pahlavi hade.